# Linognathus peleus
Linognathus peleus är en insektsart som beskrevs av Bedford 1936. Linognathus peleus ingår i släktet Linognathus och familjen nötlöss. Inga underarter finns listade i Catalogue of Life.